# سعيد بن عامر الضبعي
سعيد بن عامر الضبعي البصري أبو محمد مولى بني عجيف (122هـ - 208 هـ)، من رواة الحديث وهو ثقة مات سعيد بن عامر لأربع بقين من شوال سنة ثمان ومائتين، وله ست وثمانون سنة. وكان إمام أهل البصرة عِلماً وديناً.

## روايته للحديث النبوي
- حدث عن: شبيل بن عزرة صاحب أنس وقال: حملني على كتفه فسمعت شبيلا يقول. وحدث أيضا عن حبيب بن الشهيد ، ومحمد بن عمرو بن علقمة ويونس بن عبيد وسعيد بن أبي عروبة وحميد بن الأسود وهمام بن يحيى وصالح بن رستم وعدة.
- حدث عنه: علي بن المديني وأحمد ويحيى بن معين وابن راهويه وبندار والدارمي وعبد بن حميد ومحمود بن غيلان وعبد الله بن محمد بن مضر الثقفي والحارث بن أبي أسامة ومحمد بن أحمد بن أبي العوام وأحمد بن الفرات الرازي وعدد كثير.[3]

## آراء العلماء فيه
الجرح والتعديل
- أبو حاتم الرازي: رجل صالح وفي حديثه بعض الغلط وهو صدوق.
- أحمد بن الفرات الرازي: ما رأيت بالبصرة مثله.
- أحمد بن صالح الجيلي: ثقة صالح من خيار الناس.
- ابن حجر العسقلاني: ثقة صالح.
- زياد بن أيوب دلويه: ما رأيت بالبصرة مثله.
- عبد الباقي بن قانع البغدادي: ثقة.
- محمد بن إسماعيل البخاري: كثير الغلط.
- محمد بن سعد كاتب الواقدي: ثقة صالح.
- يحيى بن سعيد القطان: شيخ المصر منذ أربعين سنة.
- يحيى بن معين: ثقة مأمون.